# Maciej Gorczyński (reżyser)
Maciej Gorczyński (ur. 12 marca 1982 w Gdyni) – polski reżyser teatralny. Twórca spektakli z pogranicza teatru dramatycznego, teatru muzycznego i teatru tańca. 

## Życiorys
Absolwent Wydziału Reżyserii Dramatu na Akademii Sztuk Teatralnych im. Stanisława Wyspiańskiego w Krakowie (2012–2018) oraz Filozofii na Uniwersytecie Gdańskim (2001–2007). 
Współpracował m.in. z Instytutem Teatralnym im. Z. Raszewskiego w Warszawie, Łódzką Szkołą Filmową, Nowym Teatrem im. Witkacego w Słupsku, Teatrem BARAKAH w Krakowie, Teatrem Miniatura w Gdańsku, oraz jako reżyser, dramaturg i kurator z Czytelnią Dramatu w Centrum Kultury w Lublinie.  Od 2015 roku tworzy twórczy tandem z Iwoną Bandzarewicz, autorką projektów plastycznych spektakli, fotografką i malarką.
W latach 2006–2009 i 2014–2020 związany z Ośrodkiem Praktyk Teatralnych „Gardzienice”. Jako aktor i śpiewak brał udział w międzynarodowym projekcie teatralnym „Song of Songs”, prowadzonym przez ukraińskich artystów Sergieja Kovalevicha i Natalię Polovynkę (2011–2013).
W okresie studenckim związany z nurtem teatru offowego Trójmiasta: Teatrem Stajnia Pegaza i Sopocką Sceną Off de Bicz. Wspólnie z Alicją Mojko prowadził w latach 2008–2013 studencki Teatr Lustra Strona Druga, w którym reżyserował swoje pierwsze przedstawienia.

## Wybrane realizacje
- 2024 Antena Serhij Żadan, Teatr Rozbark w Bytomiu, Przestrzenie Sztuki - Taniec [7]
- 2024 Sprawozdanie dla Akademii Franz Kafka, Teatr KTO w Krakowie[8]
- 2023 Hamlet William Szekspir, spektakl dyplomowy studentów Wydziału Aktorskiego Łódzkiej Szkoły Filmowej[9]
- 2022 Grupa krwi Anna Wakulik, Nowy Teatr im. Witkacego w Słupsku[10]
- 2022 Ukraina jest światem, wieczór dla Ukrainy w Instytucie Teatralnym im. Z. Raszewskiego w Warszawie[11]
- 2021 Matka Joanna od Aniołów Jarosław Iwaszkiewicz, Teatr BARAKAH w Krakowie[12]
- 2020 Inni ludzie Dorota Masłowska, Teatr BARAKAH w Krakowie[13]
- 2019 Śniący chłopiec Hanoch Levin, Miejski Teatr Miniatura w Gdańsku[14]
- 2018 Woyzeck Georg Buchner, Teatr Mały (Tychy)[15]
- 2017 Listy do Mileny Franz Kafka, Ośrodek Praktyk Teatralnych „Gardzienice”[16]
- 2016 Requiem Hanoch Levin, Teatr BARAKAH w Krakowie[17]
- 2016 Nowe Ateny Benedykt Chmielowski, Ośrodek Praktyk Teatralnych „Gardzienice”[18]
- 2015 Hymny do Nocy Novalis, Ośrodek Praktyk Teatralnych „Gardzienice”[19]
- 2014 Lato 1910 Zuzanna Bojda, Teatr im. Ludwika Solskiego w Tarnowie[20]

## Nagrody
- 2022: Nagroda za adaptację i reżyserię, 27 Ogólnopolski Konkurs na Wystawienie Polskiej Sztuki Współczesnej za „Innych ludzi” Doroty Masłowskiej (Teatr Barakah w Krakowie)[21]
- 2022: Laureat konkursu Instytutu Teatralnego w Warszawie „Dramatopisanie". Realizacja spektaklu „Grupa krwi” w Nowym Teatrze im. Witkacego w Słupsku)[22]
- 2021: Nagroda za reżyserię, XX Ogólnopolski Festiwal Dramaturgii Współczesnej w Zabrzu za „Innych ludzi” Doroty Masłowskiej (Teatr Barakah w Krakowie)[23]
- 2017: Medal Prezydenta Miasta Lublina, z podziękowaniem za wybitną działalność artystyczną, oraz wieloletnią obecność w życiu kulturalnym Lublina[24]
- 2014: Wyróżnienie za poszukiwania twórcze, Forum Młodej Reżyserii[25]